# Якобс, Эдуард
Эдуард Якобс (в некоторых источника Жакобс, нидерл. Edouard Jacobs; 9 февраля 1851 года, Халле, Бельгия — 1925, Брюссель) — бельгийский виолончелист и музыкальный педагог.
Начал обучение музыке как контрабасист, перешёл на виолончель лишь в 20-летнем возрасте, окончив в 1877 году Брюссельскую консерваторию по классу Жозефа Серве (занимался также у Гюстава Либоттона). По завершении обучения уехал в Германию, играл в Веймарском придворном оркестре. В 1885 году вернулся в Брюссель, чтобы занять место своего умершего учителя, и до 1920 года вёл класс виолончели в Брюссельской консерватории.
Среди его учеников, в частности, — Феликс Салмонд, Иван д’Аршамбо, Георг Шнеевойгт. У Якобса должен был учиться и Пабло Казальс, получивший в Испании королевскую стипендию для поступления в класс Якобса в Брюсселе в 1895 году; однако на первом занятии Казальс счёл обращение к нему Якобса бестактным, а остальных учеников неталантливыми, отказался от продолжения учёбы и на следующий день уехал в Париж.
Одновременно с педагогической деятельностью Якобс продолжал и концертную карьеру, широко гастролируя по Европе, в том числе и в Санкт-Петербурге; по утверждению Г. Залесского, в России Якобс пользовался особенной популярностью. С 1898 года Якобс также выступал в составе струнного квартета под руководством Сезара Томсона.
Якобсу посвящён третий том «Высшей школы виолончельной игры» Давида Поппера (1902).